# Reprezentacja Rosji w piłce nożnej kobiet
Reprezentacja Rosji w piłce nożnej kobiet – drużyna reprezentująca Rosję w rozgrywkach piłki nożnej kobiet. 

## Historia
W 1997 roku Rosjanki awansowały do turnieju finałowego Mistrzostw Europy, ale tam uległy Szwecji, Francji – mimo że pokonały ją w eliminacjach – oraz Hiszpanii. W 1999 roku znalazły się w gronie sześciu europejskich drużyn, które zakwalifikowały się na Mistrzostwa Świata. Po wygranych barażach z Finlandią (dwukrotnie 2:1) oraz zwycięstwach nad Japonią i Kanadą dotarły do ćwierćfinału, gdzie przegrały z przyszłymi wicemistrzyniami – Chinami.
Rosjanki bez porażki zakwalifikowały się do finałów mistrzostw kontynentalnych w 2001 roku, jednak w fazie grupowej zdobyły tylko jeden punkt po remisie z Anglią. W 2003 roku ponownie awansowały na Mistrzostwa Świata i dotarły do ćwierćfinału, gdzie przegrały z Niemcami 1:7. W kolejnych latach ich wyniki uległy pogorszeniu – Finlandia pokonała je w barażach do Mistrzostw Europy 2005, a w eliminacjach do Mistrzostw Świata 2007 Rosja odpadła z reprezentacją Niemiec.
13 kwietnia 2021 roku Rosja pokonała Portugalię 1:0, zapewniając sobie awans do Mistrzostw Europy 2022. Jednak 28 lutego 2022, w wyniku inwazji Rosji na Ukrainę oraz na podstawie zaleceń Międzynarodowego Komitetu Olimpijskiego, FIFA i UEFA zawiesiły jej prawa do udziału w ich rozgrywkach. Rosyjska Federacja Piłki Nożnej bezskutecznie odwołała się od zakazów FIFA i UEFA do Sportowego Sądu Arbitrażowego.

## Udział w imprezach międzynarodowych

### Mistrzostwa Świata
- 1995: nie zakwalifikowała się
- 1999: ćwierćfinał
- 2003: ćwierćfinał
- 2007–2015: nie zakwalifikowała się
- 2023: została zdyskwalifikowana podczas eliminacji, w związku z inwazją Rosji na Ukrainę[6]
- 2027: niedopuszczona do eliminacji w związku z inwazją Rosji na Ukrainę[6]

### Mistrzostwa Europy
- 1993: ćwierćfinał
- 1995: ćwierćfinał
- 1997: 4 miejsce w grupie
- 2001: 3 miejsce w grupie
- 2005: nie zakwalifikowała się
- 2009: 4 miejsce w grupie
- 2013: 3 miejsce w grupie[8]
- 2017: 3 miejsce w grupie[9]
- 2022: została zdyskwalifikowana, już po zakwalifikowaniu się, w związku z inwazją Rosji na Ukrainę[6]
- 2025: niedopuszczona do eliminacji w związku z inwazją Rosji na Ukrainę[6]